# او-۵۵۲
زیردریایی یو-۵۵۲ (به انگلیسی: German submarine U-552) یک زیردریایی بود که طول آن ۶۷٫۱۰ متر (۲۲۰٫۱ فوت) بود. این زیردریایی در سال ۱۹۴۰ ساخته شد.